# カルレス・プラナス
カルレス・プラナス・アントリネス（Carles Planas Antolínez, 1991年3月4日 - ）は、スペイン・カタルーニャ州サン・サローニ出身の元サッカー選手。現役時代のポジションはディフェンダー。

## 経歴
地元サン・サローニのユースチームでキャリアをスタートさせ、2001年にFCバルセロナのユースチームに移籍した。その後上のカテゴリーに昇格していき、2009年にFCバルセロナBに昇格した。

## 代表歴
スペイン代表として各年代でプレーしており、2011 FIFA U-20ワールドカップにも出場した。

## 所属クラブ
- FCバルセロナB 2009-2014
- セルタ・デ・ビーゴ 2014-2017
- ジローナFC 2017-2019
- AEKラルナカ 2019-2021